# Chalcosyrphus bettyae
Chalcosyrphus bettyae är en tvåvingeart som först beskrevs av Thompson 1981.  Chalcosyrphus bettyae ingår i släktet mulmblomflugor, och familjen blomflugor.
Artens utbredningsområde är Kuba. Inga underarter finns listade i Catalogue of Life.